# Aleksej Arsenjev
Aleksej Arsenjev, en litterär figur och huvudperson i Ivan Bunins självbiografiska romanserie Arsenjevs liv från 1927-1939. 